# 熊笹峠
座標: 北緯47度3分17秒 東経142度7分46秒 / 北緯47.05472度 東経142.12944度

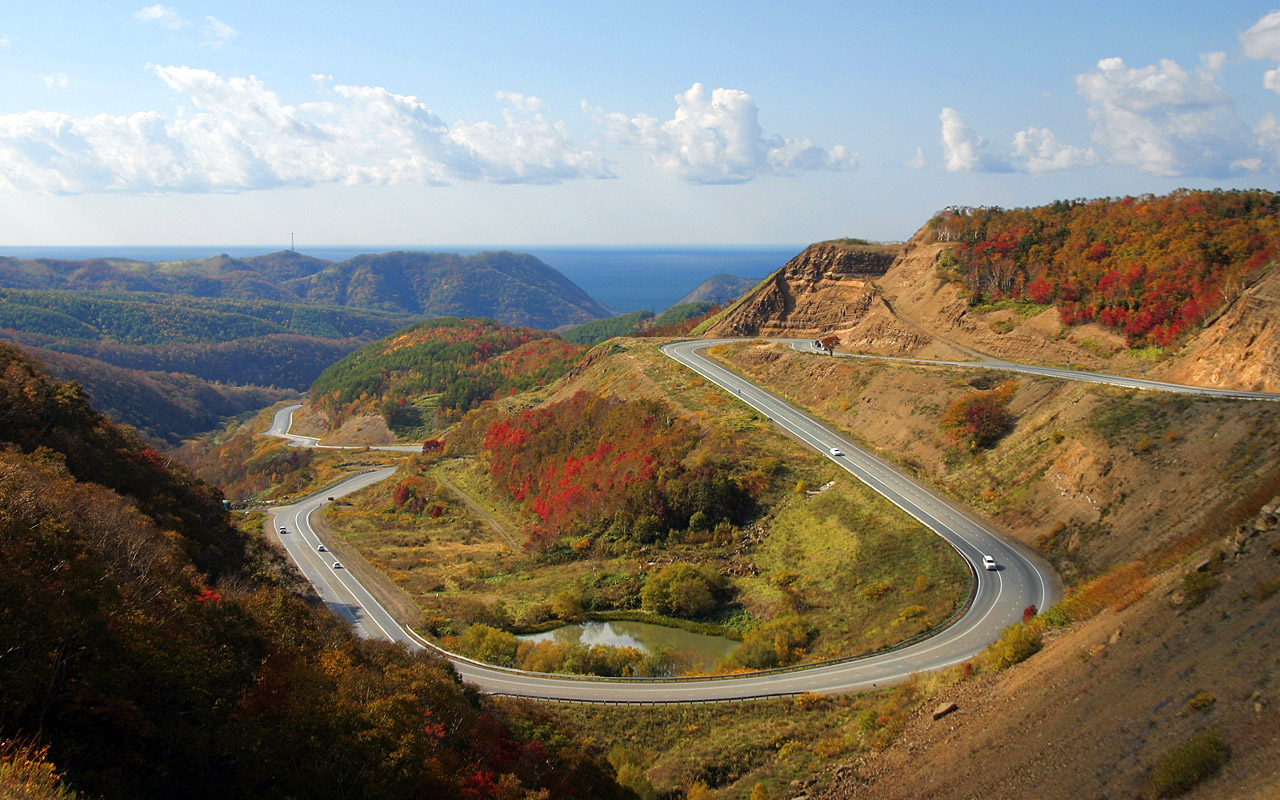
現在のホルムスク峠

熊笹峠（くまざさとうげ）とは、樺太真岡郡真岡町と清水村の間にある峠である。
現在はロシア名でホルムスク峠と呼ばれている。標高490m。

## 概要
- 樺太庁道豊原真岡線が通過していた。豊原・真岡間を結ぶ交通の要衝であった。

## ソ連との激戦
- 1945年8月9日、日ソ中立条約を破棄して南樺太に侵攻したソ連軍は1945年8月20日に真岡に上陸、真岡占領後は豊原市（現在のユジノサハリンスク）を目指して進軍し、それに抵抗する日本軍との間に8月20日から23日にかけて熊笹峠や宝台ループ線を舞台に激しい戦闘が繰り広げられた。